# Octinodes schaumii
Octinodes schaumii is een keversoort uit de familie van de kniptorren (Elateridae). De wetenschappelijke naam van de soort werd in 1853 als Plastocerus schaumii gepubliceerd door John Lawrence LeConte voor een soort die werd verzameld in of nabij San Diego.